# Cynthia Rhodes
Cynthia Rhodes (* 21. November 1956 in Nashville, Tennessee) ist eine US-amerikanische Tänzerin, Sängerin und Schauspielerin.

## Leben und Karriere
Ihre tänzerische Ausbildung begann im Alter von drei Jahren, mit 17 Jahren beendete Rhodes diese und debütierte in ihrer Heimatstadt im Vergnügungspark Opryland USA. Als Schauspielerin, Sängerin und Tänzerin sah man sie erstmals im Kino in den Filmen Flashdance und Staying Alive (beide 1983). Ihr Song I'm Never gonna give you up im Duett mit Frank Stallone gelangte sogar in die Top-20. Mit ihrer Darstellung der Tänzerin Penny Johnson im Filmerfolg Dirty Dancing schloss sie 1987 wieder erfolgreich an ihre Tanz-Karriere in Musicals an. 
Von 1989 bis 1990 trat sie auch als Sängerin der US-New-Wave-Band Animotion hervor. Rhodes trat auch als Tänzerin in einigen Musikvideos auf, darunter in dem von Rosanna der Band Toto.
Rhodes war von 1989 bis 2014 mit dem Sänger und Songwriter Richard Marx verheiratet und hat mit ihm drei Söhne (* 1990, * 1992 und * 1994).

## Filmografie (Auswahl)
- 1983: Staying Alive
- 1983: Flashdance
- 1984: Runaway – Spinnen des Todes (Runaway)
- 1987: Dirty Dancing
- 1991: The Crystal Eye (Curse of the Crystal Eye)